# Elusates
Le peuple des Elusates était un peuple aquitain (proto-basque),.

## Histoire
Les Elusates avaient pour voisins les Tarusates / Aturenses à l'ouest, les Sotiates au nord, les Lactorates et les Ausques à l'est et les Bigerrionnes au sud. 
Sur leur territoire, une importante agglomération a été identifiée à 3 km au nord de la ville actuelle d'Eauze. 
Un oppidum installé sur les plateaux d'Esbérous et de Higat, protégé par un fossé et un rempart imposants. C'est le plus important en superficie connu au sud de la Garonne. 
Si quelques traces d'occupation ont été repérées datant de l'Âge du Bronze, l'oppidum prend toute son ampleur à la fin de l'Âge du fer (IIIe - début du Ier siècle de notre ère). 
Les Elusates sont vaincus en 56 avant notre ère par Publius Crassus, envoyé par Jules César à la tête d'un important corps d'armée.
Après la conquête, les Elusates sont érigés en civitas lors de l'organisation administrative romaine mise en place à la fin du Ier siècle avant notre ère. À cette occasion, le peuple voisin des Sotiates est absorbé au territoire de la nouvelle civitas. 
Une nouvelle agglomération a été créée ex nihilo, au début du Ier siècle de notre ère, à 1 km à l'est de l'actuelle Eauze. Elle a pris le nom d'Elusa. 
La cité fut élevée au rang de colonie puis devint la capitale de la province de Novempopulanie. Elusa a conservé son rôle de métropole jusqu'au VIIIe siècle.
Encore aujourd'hui, les habitants de la ville d'Eauze ont le même gentilé : ce sont des Elusates. 
La racine Elusa se retrouve dans le nom d'Elusio, l'actuel Montferrand, pays des Élésiques.
Selon le linguiste Joaquín Gorrochategui: « L'Aquitaine a subi aussi une profonde influence gauloise, plus remarquable au fur et à mesure que l'on s’éloigne des Pyrénées vers le nord et l'est de la région. Les témoins de cette pénétration sont : les noms de personnes et de divinités gauloises, les noms de peuples en -ates, et postérieurement les toponymes romans en -ac. »